# Museu Arqueològic Comarcal d'Oriola
El museu arqueològic comarcal d'Oriola (Baix Segura, País Valencià) està situada a l'església i sala d'hòmens de l'antic hospital municipal Sant Joan de Déu. En aquest museu s'exposen diferents aspectes corresponents a la cultura de la comarca del Baix Segura, des del Paleolític fins al segle xviii i principis del segle xix. Compta a més d'un apartat d'etnologia amb ceràmica argàrica, islàmica i cristiana. Així mateix, guarda al presbiteri de l'Església el pas processional El Triomf de la Creu, conegut com La Diablessa, realitzat per Nicolás de Bussy en 1694.

## Contingut
S'exposa seguint un ordre cronològic, segons els diferents períodes:
- Paleolític i Neolític
- Calcolític (2500-1900/1800 a. C.)
- Cultura Argàrica (1900/1800-1200 a. C.)
- Bronze Tardà (1300-1000 a. C.)
- Bronze Final (1000-725 a. C.) i Ferro Antic (725-550 a. C.)
- Cultura Ibèrica (550-40/30 a. C.)
- Romanització (Segle II a. C.- V)
- Etapa Tardorromana (segle V a principis del segle VIII)
- Cultura Islàmica (segle VIII a mitjan segle xiii).
- Època Baixmedieval i Moderna (2a meitat del segle xiii al XVIII)
- Així mateix, s'hi exposen materials de cronologia més moderna.

Annex al Museu Arqueològic, es troba l'antiga sala d'hòmens de l'hospital, on s'alternen diverses exposicions temporals.